# Cornelis De Boer
Cornelis De Boer  (* 26. Mai 1880 in Leiden; † 7. August 1957) war ein niederländischer Romanist, Mediävist und Sprachwissenschaftler.

## Leben
De Boer promovierte 1909 an der Sorbonne mit der Arbeit (Hrsg.) Philomena. Conte raconté d'après Ovide par Chrétien de Troyes (Paris 1909, Genf 1974) und war Gymnasiallehrer in Amsterdam.  1912 hielt er an der Universität Groningen eine Eröffnungsvorlesung mit dem Titel La Normandie et la renaissance classique dans la littérature française du XIIe siècle (Groningen 1912, Utrecht 1973). 1917 hielt er an der Universität Amsterdam als Lektor eine Antrittsvorlesung mit dem Titel Autour d'un mot, ebenso 1920 als Professor an der Universität Leiden mit dem Titel Considérations sur l'intérêt de la littérature française au Moyen âge. De Boer war an der Universität Leiden Dekan der Literarischen Fakultät. Er war seit 1927 Mitglied der Königlich-Niederländischen Akademie der Wissenschaften.

## Werke

### Mediävistik
- (Hrsg.) Pyrame et Thisbé. Texte normand du XIIe siècle, Amsterdam 1911; Piramus et Tisbé. Poème du XIIe siècle, Paris 1921, 1965
- (Hrsg.) Ovide moralisé. Poème du commencement du quatorzième siècle, Amsterdam 1915-1920-1938, Wiesbaden 1966–1968, Vaduz 2007
- (Hrsg.) Ovide moralisé en prose. Texte du quinzième siècle, Amsterdam 1954

### Sprachwissenschaft
- Essais de syntaxe française moderne, Groningen 1922, Paris 1923
- Essai sur la syntaxe moderne de la préposition en français et en italien, Paris 1926
- Introduction à l'étude de la syntaxe du français. Principes et applications, Groningen 1933, 1963 (Albert Sechehaye gewidmet)
- Syntaxe du français moderne, Leiden 1947, 1954 (dazu Albert Henry in: Revue belge de philologie et d’histoire 28, 1950, S. 565–568)